# جيما آرتيرتون
جيما آرتيرتون (بالإنجليزية: Gemma Arterton) (ولدت 2 فبراير 1986) هي ممثلة بريطانية، شاركت في العديد من الأفلام منها Quantum of Solace في 2008، Clash of the Titans، Prince of Persia: The Sands of Time في 2010، Hansel & Gretel: Witch Hunters وByzantium في 2013.ولها فيلم بعنوان Runner, Runner مع بن أفليك وجستين تيمبرلك.
في 5 يونيو، 2010، تزوجت جيما مستشار الأزياء ستيفانو كتالي، في حفل خاص في زوهيروس، أندلوسيا، إسبانيا. بحلول أوائل 2013، أنفصلت جيما عن زوجها وهي تعيش الآن في لندن.

## أعمالها
| سنة  | العنوان                                        | الدور                  | ملاحظات                  |
| ---- | ---------------------------------------------- | ---------------------- | ------------------------ |
| 2007 | St Trinian's                                   | كيلي جونز              |                          |
| 2007 | Capturing Mary                                 | ليزا                   | فيلم تلفزيوني            |
| 2008 | Lost in Austen                                 | إليزابيث بينيت         | مسلسل تلفزيوني (حلقتان)  |
| 2008 | Tess of the D'Urbervilles                      | Tess Durbeyfield       | مسلسل تلفزيوني (4 حلقات) |
| 2008 | Three and Out                                  | فرانكي كاسيدي          |                          |
| 2008 | RocknRolla                                     | جون                    |                          |
| 2008 | Quantum of Solace                              | العميلة ستروبيري فيلدز |                          |
| 2009 | The Boat That Rocked                           | ديزاير                 |                          |
| 2009 | St. Trinian's II: The Legend of Fritton's Gold | كيلي جونز              |                          |
| 2010 | Clash of the Titans                            | أيو                    |                          |
| 2010 | The Disappearance of Alice Creed               | أليس كريد              |                          |
| 2010 | Prince of Persia: The Sands of Time            | لأميرة تامينا          |                          |
| 2010 | Tamara Drewe                                   | تمارا درو              |                          |
| 2012 | Song for Marion                                | إليزابيث               |                          |
| 2013 | Byzantium                                      | Clara                  |                          |
| 2013 | Hansel & Gretel: Witch Hunters                 | Gretel                 |                          |
| 2013 | Runner, Runner                                 | ربيكا شافران           | لم يعرض بعد              |
| 2014 | The Voices                                     |                        |                          |
| 2016 | الفتاة مع كل الهدايا                           | هيلين جوستينو          |                          |

## وصلات خارجية
- جيما آرتيرتون على موقع IMDb (الإنجليزية)
- جيما آرتيرتون على موقع ميتاكريتيك (الإنجليزية)
- جيما آرتيرتون على موقع روتن توميتوز (الإنجليزية)
- جيما آرتيرتون على موقع مونزينجر (الألمانية)
- جيما آرتيرتون على موقع قاعدة بيانات الأفلام العربية
- جيما آرتيرتون على موقع ألو سيني (الفرنسية)
- جيما آرتيرتون على موقع ميوزك برينز (الإنجليزية)
- جيما آرتيرتون على موقع أول موفي (الإنجليزية)
- جيما آرتيرتون على موقع بوكس أوفيس موجو (الإنجليزية)
- جيما آرتيرتون على موقع قاعدة بيانات الأفلام السويدية (السويدية)